# Toledo (ort i Brasilien, Minas Gerais, Toledo, lat -22,74, long -46,37)
Toledo är en ort i Brasilien. Den ligger i kommunen Toledo och delstaten Minas Gerais, i den sydöstra delen av landet, 800 km söder om huvudstaden Brasília. Toledo ligger 1 104 meter över havet och antalet invånare är 5 761.
Terrängen runt Toledo är huvudsakligen kuperad, men den allra närmaste omgivningen är platt. Närmaste större samhälle är Extrema, 13,6 km söder om Toledo.
Omgivningarna runt Toledo är en mosaik av jordbruksmark och naturlig växtlighet. Runt Toledo är det ganska glesbefolkat, med 48 invånare per kvadratkilometer.